# Hornera frondiculata
Hornera frondiculata is een mosdiertjessoort uit de familie van de Horneridae. De wetenschappelijke naam van de soort werd voor het eerst geldig gepubliceerd in 1821 door Lamouroux.